# Santa Eugènia de Berga
Santa Eugènia de Berga – gmina w Hiszpanii, w prowincji Barcelona, w Katalonii, o powierzchni 6,38 km². W 2011 roku gmina liczyła 2269 mieszkańców.